# Primnoisis fragilis
Primnoisis fragilis är en korallart som beskrevs av Kükenthal 1912 . Primnoisis fragilis ingår i släktet Primnoisis och familjen Isididae.
Artens utbredningsområde är Södra Ishavet. Inga underarter finns listade i Catalogue of Life.